# Myctophum orientale
Myctophum orientale är en fiskart som först beskrevs av Gilbert, 1913.  Myctophum orientale ingår i släktet Myctophum och familjen prickfiskar. Inga underarter finns listade i Catalogue of Life.